# Cheratodermia palmo-plantare non epidermolitica
La cheratodermia palmo-plantare epidermolitica (o cheratodermia di Thost-Unna) è un'anomalia della cheratinizzazione a trasmissione autosomica dominante che coinvolge principalmente i palmi delle mani e le piante dei piedi.

## Epidemiologia
Si sviluppa nell'infanzia, generalmente nei primi mesi di vita ed entro i 4 anni di età. Raramente può manifestarsi nel terzo decennio di vita.

## Eziologia
La patologia è probabilmente provocata da mutazioni in un gene delle cheratine di tipo II sul cromosoma 12, nei locus 12q11-q13. È confermato anche lo sviluppo a partire da una mutazione nel dominio V1 della cheratina 1 (KRT1). Tale mutazione altererebbe la formazione di legami crociati nello strato corneo dell'epidermide.

## Istopatologia
Si riscontra ipercheratosi ortocheratosica, uno strato granuloso normale o ispessito (ipergranulosi) e una modesta acantosi così come un leggero infiltrato infiammatorio a livello perivascolare nel derma superficiale.

## Clinica
Si presenta con un ipercheratosi plantare e palmare uniforme e giallastra con bordi eritematosi netti, che insorge dapprima sul calcagno e sull'arcata anteriore del piede, diffondendosi poi al resto della pianta e ai palmi delle mani. Non si estende oltre il polso né alle superfici estensorie. Comune l'iperidrosi plantare che favorisce una sovrainfezione batterica o fungina, particolarmente da dermatofiti che con la produzione di vescicole possono simulare una cheratodermia palmo-plantare epidermolitica. Le unghie sono spesso normali ma possono risultare ispessite, capelli e denti non presentano alterazioni.

## Diagnosi
L'esame istologico è necessario per confermare la patologia e distinguerla dalle altre cheratodermie.

## Terapia
È possibile effettuare una terapia con cheratolitici, in particolare acido salicilico, associato ad emollienti. L'acido benzoico, benché sia un debole cheratolitico, è utile per contrastare la proliferazione batterica o fungina. I retinoidi hanno scarsi effetti.